# 영광의 침실
"영광의 침실"은 한국에서 제작된 김응천 감독의 1959년 영화이다. 황해 등이 주연으로 출연하였고 김동식 등이 제작에 참여하였다.

## 출연

### 주연
- 황해
- 전영주
- 김승호

## 기타
- 조명: 장영철
- 녹음: 최칠복
- 미술: 원제래